# 小行星9552
小行星9552（英語：9552）是一颗围绕太阳公转的小行星。1985年10月24日，安東寧·姆爾科斯在克列特发现了此天体。
这颗小行星的绝对星等为214.7767623726778等。